# Joshua Seftel
Joshua Seftel (* 17. Juli 1968 in Schenectady im US-Bundesstaat New York; andere Quellen geben London als Geburtsort an) ist ein US-amerikanischer Filmemacher, Filmproduzent, Filmregisseur, und Drehbuchautor.

## Biografie
Seftel schloss 1990 sein Studium an der Tufts University mit einem Bachelor of Arts in französischer Literatur ab, nachdem er zuvor Studien in vormedizinischen Wissenschaften betrieben hatte. Vor seinem Studium an der Tufts University studierte er an der Wesleyan University in Paris französische Literatur und Geschichte. Später besuchte er als Student das National Arts Journalism Program (NAJP) der Columbia University in New York.
Gleich Seftels erster Film, der Dokumentarfilm Lost and Found: The Story of Romania’s Forgotten Children (1992), wurde für einen Emmy nominiert. Thema des Films, den der damals 22-Jährige drehte, sind die Waisenkinder Rumäniens und deren Not in den Waisenhäusern. Seftel lebte während der Dreharbeiten mehrere Wochen in diversen Waisenhäusern. Der Film hatte zur Folge, dass hunderte amerikanische Familien Kinder aus Rumänien adoptierten. Ein weiterer Film Seftels ist der Wahlkampffilm Taking on the Kennedys (1996), der vom Time Magazine zu „einem der zehn besten Filme des Jahres“ gekürt wurde.
Nachdem Alexander Payne Seftels Kurzfilmkomödie Breaking the Mold (2003) auf einem Filmfestival in Seattle gesehen hatte, setzte er sich dafür ein, dass Seftel auch Spielfilme als Regisseur drehen konnte.
Als Regisseur ist Seftel für die mit einem Emmy ausgezeichnete Serie Queer Eye for the Straight Guy (2003), den Spielfilm War, Inc (2008) mit John Cusack, Marisa Tomei und Ben Kingsley sowie die Comedy-Podcast-Serie My Mom in Quarantine verantwortlich, die er zusammen mit seiner zu der Zeit 85-jährigen Mutter Pat gedreht hat, und die während der Pandemie am Sonntagmorgen bei CBS lief und dort zu einem festen Bestandteil wurde. Die New York Times schrieb: „Das Wort drollig scheint für diese beiden erfunden worden zu sein.“
Ein Film über das Broadway-Revival des Musicals Annie mit dem Titel It’s the Hard Knock Life (2013) und The Home Team (2014), ein Underdog-Sportfilm, gehören ebenfalls zu Seftels Repertoire. Sein preisgekrönter Dokumentarfilm The Many Sad Fates of Mr. Toledano von 2015, den er gemeinsam mit Geralyn Dreyfous und Steve Tisch produziert hatte, wurde beim Tribeca Film Festival uraufgeführt und wurde zum meistgesehenen Op-Doc der New York Times des Jahres.
Ein Meilenstein in seiner Karriere ist die von ihm geschaffene Dokumentarserie Secret Life of Muslims (2009–2016), nominiert für den Peabody Award und für den Emmy. Die persönlich inspirierten Kurzfilme, die Islamophobie bekämpfen, wurden millionenfach aufgerufen. Sein neuester Dokumentarfilm Stranger at the Gate entstand aus dieser Serie heraus und wurde von The New Yorker veröffentlicht. Von Deadline Hollywood wurde der oscarnominierte Film als „eine bemerkenswerte Geschichte der Erlösung“ bezeichnet.
Seftel schreibt Essays, war Nachrichtenproduzent für Bryant Gumbel, Dan Rather, Steve Hartman, Harry Smith und Alison Stewart. Zusammen mit seinem Vater, einem Geburtshelfer, half er auch dabei, Babys auf die Welt zu bringen.
Seftels Cousine ist die Kinder- und Jugendbuchautorin Judy Blume. Verheiratet ist er mit der Filmemacherin Erika Frankel. Das Paar hat zwei Töchter und lebt mit diesen in Brooklyn.

## Filmografie (Auswahl)
- 1992: American Experience (Miniserie, Staffel 5/Episode 5 George Washington: The Man Who Wouldn’t Be King) Produzent
- 1992: Lost and Found (Kurzfilm; Produzent, Regie, Drehbuch)
- 1994: Old Warrior (Fernsehfilm; Produzent, Regie, Drehbuch)
- 1996: Taking on the Kennedys (Fernsehfilm; Produzent, Regie, Drehbuch)
- 1996: The Real Russell (Kurzfilm; Regie, Drehbuch)
- 1997: Public Eye with Bryant Gumbel (Fernsehserie; Produzent)
- 2000: Ennis’ Gift (Produzent, Regie)
- 2003: Queer Eye for the Straight Guy (Fernsehserie; Story-Produzent, Regie)
- 2003: Breaking the Mold: The Kee Malesky Story (Regie, Drehbuch)
- 2004: Los Estudiantes Apasionados (Fernsehserie, 16 Folgen; Regie)
- 2004: Survivor’s Guide to High School (Fernsehspecial; Regie)
- 2006: Fetch! with Ruff Ruffman (Fernsehserie, 20 Folgen; Regie)
- 2007: This American Life (Fernsehserie, Folge S1/E2 My Way; Abschnitts-Regisseur)
- 2007: Confessions of a Matchmaker (Fernsehserie, 13 Folgen; betreuender Produzent)
- 2008: War Inc. – Sie bestellen Krieg: Wir liefern (War, Inc.; Regie)
- 2008–2012: Nova Science Now (Fernsehserie, 19 Folgen; Produzent, Drehbuch)
- 2010: Invitation to World Literature (Fernsehserie, 12 Folgen; Ausführender Produzent Seftel Productions, Regie)
- 2009–2016: The Secret Life of Scientists and Engineers (Fernsehserie, 74 Folgen, Produzent)
- 2011: Nova Science Now: How Smart Are Animals? (Fernsehserie, eine Folge; Produzent, Regie, Drehbuch)
- 2011, 2012: Lidia Celebrates America (Fernsehserie, Folgen S1/E1 Holiday Tables & Traditions + S2/E1 Weddings: Something Borrowed,
Something New; Ausführender Produzent für Seftel Productions)
- 2012: Future Files (Fernsehfilm; Ausführender Produzent, Regie)
- 2013: Annie: It’s the Hard-Knock Life, from Script to Stage (Fernsehfilm; Produzent, Regie)
- 2014: The Home Team (Kurzfilm; Ausführender Produzent, Regie)
- 2014: Tom Scholz: Sound Machine (Kurzfilm; Ausführender Produzent, Regie, Drehbuch)
- 2015: The Many Sad Fates of Mr. Toledano (Kurzfilm; Produzent, Regie)
- 2016: Zain’s Summer: From Refugee to American Boy (Kurzfilm; Produzent, Regie)
- 2016: The Secret Life of Muslims (Fernsehserie, Folge S1/E1 Ahmed Ahmed; Ausführender Produzent, Regie, Drehbuch)
- 2018: The Secret History of Muslims (Kurzfilm; Ausführender Produzent, Regie)
- 2019: Go Together (Kurzfilm; Produzent, Regie)
- 2020: Self-Evident (Miniserie; Ausführender Produzent)
- 2020: How to Fix a Primary (Produzent)
- 2022: Stranger at the Gate (Kurzfilm; Produzent, Regie)

## Auszeichnungen (Auswahl)
Chicago International Film Festival
- 1992: Gewinner Silver Plaque für und mit Lost and Found
- 1993: Gewinner Gold Plaque für und mit Old Warrior
- 2003: Gewinner Children’s Jury Award – Certificate of Merit für und mit Breaking the Mold: The Kee Malesky Story

Cine Competition
- Gewinner Cine Golden Eagle gemeinsam mit Mihai Cociasu, Ion Berindei, David F.Schirmer für Lost and Found

Columbus International Film & Video Festival
- 1992 Gewinner Bronze Plaque Award für und mit Lost and Found

National Educational Media Network, USA
- 1992: Gewinner Bronze Apple für und mit Lost and Found

New England Film & Video Festival 
- 1997 Gewinner Documentary Award für und mit Taking on the Kennedys

Cinequest San Jose Film Festival
- 1997: Nominierung in der Kategorie „Bester Dokumentarfilm“ für und mit Taking on the Kennedys

New York Festivals
- 2013: Gewinner Finalist Award gemeinsam mit Lidia Bastianich, Laurie Donnelly, Anne Adams, Shelly Burgess Nicotra für und mit Lidia Celebrates America

 SXSW Film Festival
- 2014: Nominierung für den SXSW Grand Jury Award für und mit The Home Team

BendFilm Festival
- 2015: Gewinner Jury Prize für und mit The Many Sad Fates of Mr. Toledano

Little Rock Film Festival
- 2015: Gewinner Best World Shorts Documentary für und mit The Many Sad Fates of Mr. Toledano

Montclair Film Festival (MFF)
- 2015: Gewinner Audience Award für und mit The Many Sad Fates of Mr. Toledano

Annapolis Film Festival
- 2016: Gewinner Jury Prize für und mit The Many Sad Fates of Mr. Toledano

News & Documentary Emmy Awards
- 2017: Nominierung für den Emmy gemeinsam mit Reza Aslan, Joe Posner, Jill Landaker Grunes, Anna Bick Rowe, Wajahat Ali, Mona Damlujki, Erika Frankel, Al-Husein Madhany, Asma Uddin, Jaclyn Biskup, Kashif Shaikh, Matteen Mokalla für und mit dem Kurzfilm The Secret of Muslims

Independent Film Festival of Boston
- 2017: Gewinner Audience Award für und mit Zain’s Summer: From Refugee to American Boy

Indy Shorts International Film Festival
- 2019: Gewinner Indiana Spotlight Competition für und mit The Secret Life of Muslims
- 2022: Gewinner Grand Prize für und mit Stranger at the Gate

Virginia Film Festival
- 2022: Gewinner Audience Award für und mit Stranger at the Gate

Academy Awards, USA
- 2023: Nominierung für den Oscar zusammen mit Conall Jones in der Kategorie „Bester Dokumentar-Kurzfilm“ für und mit Stranger at the Gate